# Imogen Cooper
Imogen Cooper, (28 de agosto de 1949, Londres, Inglaterra) é uma pianista clássica britânica.
Filha do musicólogo Martin Cooper, estudou em Londres com Kathleen Long, em Paris com Jacques Février e Yvonne Lefébure, complementando os estudos em Viena com Alfred Brendel, Jörg Demus e Paul Badura-Skoda. Especialista em obras de Franz Schubert e Robert Schumann, também se destaca em composições contemporâneas como a estreia de Traced Overhead de Thomas Adès. Ficou notável a sua colaboração com o barítono austríaco Wolfgang Holzmair em ciclos de canções.
Em 2007 foi nomeada comendadora da Ordem do Império Britânico